# Sigmund Menkès
 (juin 2015).
Si vous disposez d'ouvrages ou d'articles de référence ou si vous connaissez des sites web de qualité traitant du thème abordé ici, merci de compléter l'article en donnant les références utiles à sa vérifiabilité et en les liant à la section « Notes et références ».
Sigmund Menkès, né à Lemberg (royaume de Galicie et de Lodomérie, Empire austro-hongrois) en 1896 et mort à New York en 1986, est un peintre galicien de l'École de Paris.

## Biographie
Après une enfance passée, selon son expression, dans un « milieu triste », Sigmund Menkès, l’aîné de six enfants, s'inscrit en 1902 à l'Institut des Arts décoratifs de Lviv, où il rencontre Alfred Aberdam. Pour gagner sa vie, il est peintre en bâtiment. Menkès étudie parallèlement la technique de la fresque et travaille pour la restauration d’églises greco-catholiques de Galicie : « J’avais tout un plafond pour moi et je pouvais peindre ce que je voulais.[réf. nécessaire] »
En 1919, il consacre plus de temps à sa peinture et entre à l'Académie des beaux-arts de Cracovie. En 1922, Menkès est à Berlin dans l’atelier d’Alexander Archipenko. Il y rencontre Joachim Weingart et il y restera une année.
Il arrive à Paris en 1923. Il demeure dans l'ancien atelier du Douanier Rousseau, au 2 bis rue Perrel, atelier qu'il céda en 1935 à Léon Weissberg avant de partir pour les États-Unis, fuyant la montée du nazisme en Europe. Il expose à la Rotonde avec Alfred Aberdam, Léon Weissberg et Joachim Weingart ; on surnomme ces peintres le « groupe des quatre ».
Il meurt en 1986 dans le quartier de Riverdale à New York.

## Expositions
Collectives
- Salon d'automne de 1924, 1925 et 1927 à Paris
- Salon des indépendants de 1925 à 1928 à Paris
- Salon des Tuileries de 1928, 1929, 1931 et 1938 à Paris

Personnelles
- 1928 : galerie Le Portique, Paris
- 1936 : Sullivan Gallery, New York
- 1930 : Société des amis des beaux-arts, Lviv
- 1930 : Société juive pour le soutien aux beaux-arts, Varsovie

## Récompenses
- Carol H. Beck Medal of the Pennsylvania Academy of Fine Arts (Philadelphie, 1943)
- Gold Medal of the Corcoran Gallery (Washington, D.C., 1947)
- Andrew Carnegie Award of the National Academy of Design (New York, 1955)
- Alfred Jurzykowski Award (New York, 1967)